# Södra Vrams fälad
Södra Vrams fälad est une localité suédoise dans la commune de Bjuv en Scanie.
Sa population était de 249 habitants en 2010. 